# Bombus makarjini
Bombus makarjini är en biart som beskrevs av Aleksandr Skorikov 1910. Den ingår i släktet humlor och familjen långtungebin. Inga underarter finns listade.

## Taxonomi
Taxonets status som art är delvis omstridd; enligt vissa forskare bör endast de mörkare individerna av denna art (med svart bakkroppsundersida) ha namnet Bombus makarjini, medan de övriga bör räknas till Bombus turkestanicus. Auktorn (Skorikov) framkastade även att taxonet kunde vara en underart till Bombus mendax. Det råder dessutom osäkerhet om hanarnas utseende; Skorikov identifierde först endast honor, och det har ifrågasatts om hanarna, som Skorikov senare identifierade, verkligen tillhör arten (Skorikov själv betraktade dessa resultat som osäkra).

## Beskrivning
På grund av ovanstående, under "Taxonomi" nämnda osäkerhet beskrivs här endast honorna: De är övervägande svarta, men med ljusa hår (ljusgrå, beige eller gula) på huvudet, på ett band på mellankroppen och på dess sidor, på bakkroppens två första tergiter och på tergiterna 4 till 6. Tergit 3 har också ett orangerött hårband vid bakkanten. Pollenkorgen på bakbenen har dessutom en kant av gula eller grå hår.

## Ekologi
Habitatet utgörs av blomsterängar i bergen, på höjder mellan 1 550 och 4 500 m. Den har olika tistelarter som värdväxter.

## Utbredning
Utbredningsområdet omfattar den autonoma regionen Xinjiang i Kina, Kazakstan och Kirgizistan.